# فيء
الفيء هو ما أخذه المسلمون من الكفار الحربيين من غير قتال. وقد ورد ذكره في سورة الحشر: ﴿مَا أَفَاءَ اللَّهُ عَلَى رَسُولِهِ مِنْ أَهْلِ الْقُرَى فَلِلَّهِ وَلِلرَّسُولِ وَلِذِي الْقُرْبَى وَالْيَتَامَى وَالْمَسَاكِينِ وَابْنِ السَّبِيلِ كَيْ لَا يَكُونَ دُولَةً بَيْنَ الْأَغْنِيَاءِ مِنْكُمْ وَمَا آتَاكُمُ الرَّسُولُ فَخُذُوهُ وَمَا نَهَاكُمْ عَنْهُ فَانْتَهُوا وَاتَّقُوا اللَّهَ إِنَّ اللَّهَ شَدِيدُ الْعِقَابِ ۝٧﴾ (سورة الحشر، الآية 7).
ويظهر من هذه الأية أن الفئ يضع أساس التضامن الأجتماعى أي حق الجماعة كلها في هذا المال وليس الأغنياء وحدهم (كَيْ لا يَكُونَ دُولَةً بَيْنَ الأَغْنِيَاءِ مِنْكُمْ), فالفئ وسيلة لمنع احتكار الأغنياء للثروة ووسيلة لتحقيق التضامن الاجتماعي.